# Liêng S'Rônh
Liêng Srônh là một xã thuộc huyện Đam Rông, tỉnh Lâm Đồng, Việt Nam.

## Địa lý
Xã Liêng S'Rônh có diện tích 236,95 km², dân số năm 2022 là 6.926 người, mật độ dân số đạt 29 người/km².

## Lịch sử
Ngày 24 tháng 10 năm 1987, Hội đồng Bộ trưởng ban hành Quyết định số 157-HĐBT về việc:
- Thành lập xã Liêng Srônh thuộc huyện Đức Trọng trên cơ sở vùng kinh tế mới.
- Chuyển xã Liêng Srônh thuộc huyện Đức Trọng về huyện Lâm Hà mới thành lập quản lý.

Ngày 17 tháng 11 năm 2004, Chính phủ ban hành Nghị định số 189/2004/NĐ-CP về việc:
- Thành lập xã Đạ Rsal trên cơ sở 7.770 ha diện tích tự nhiên và 4.935 nhân khẩu của xã Liêng Srônh.
- Chuyển xã Liêng Srônh thuộc huyện Lâm Hà về huyện Đam Rông mới thành lập quản lý.

Sau khi điều chỉnh địa giới hành chính, xã Liêng Srônh còn lại 23.890 ha diện tích tự nhiên và 3.078 nhân khẩu.
Ngày 21 tháng 1 năm 2020, HĐND tỉnh Lâm Đồng ban hành Nghị quyết số 166/NQ-HĐND về việc sáp nhập Thôn 6 vào Thôn 5.